# Nadezhda Zhurkina
Nadezhda Alexandrovna Zhurkina (en ruso: Надежда Александровна Журкина; Turinsk, RSFS de Rusia, 28 de agosto de 1920 - Moscú, Rusia, 24 de abril de 2002) fue una operadora de radio y artillera soviética que combatió en el 99.º Regimiento Aéreo independiente de reconocimiento de guardias del 15.º Ejército Aéreo (comandante Nikolái Naumenko) del Segundo Frente Báltico donde alcanzó el rango de Starshiná (sargento mayor) de la Guardia, durante la Segunda Guerra Mundial. Fue también una de las únicas cuatro mujeres en recibir la Orden de la Gloria de primer grado.

## Biografía

### Infancia y juventud
Nadezhda Zhurkina nació el 28 de agosto de 1920 en Turinsk, óblast de Sverdlovsk, RFSR de Rusia. En el seno de una familia rusa de clase obrera. Antes de alistarse en el Ejército Rojo en 1942, estudió en el Instituto de Derecho de Moscú y tomó cursos de aviación en el Club Aéreo de dicha ciudad, obteniendo la acreditación correspondiente para poder pilotar un Polikarpov Po-2. Dos de sus hermanos, que también se habían alistado en el ejército, murieron en combate poco después de haber comenzado la guerra. Este hecho la llevó a querer formar parte de las fuerzas armadas. También habría influido en esta decisión la admiración que sentía hacia Marina Raskova. En 1944 se afilió al Partido Comunista.

### Segunda Guerra Mundial
En 1941 Alemania invadió la Unión Soviética. Al año siguiente, Zhurkina se alistó en el Ejército Rojo y trabajó en la estación de intercepción, si bien requirió de entrenamiento adicional como artillera aérea en 1943. Su comandante de regimiento aprobó el pase y, tras solo un par de días de entrenamiento, Zhurkina fue una experta en el manejo de la ametralladora. Tuvo su bautismo de fuego en la batalla de Kursk, filtrando información sobre los lugares y movimientos de los tanques y de las tropas enemigas. También facilitó el refugio al ejército de tierra soviético al ahuyentar a los aviones enemigas. Tras las primeras siete misiones de combate, recibió la Medalla al Valor, en reconocimiento a su labor derribando aviones enemigas mientras transmitía información de reconocimiento. Del 4 de marzo al 2 de abril de 1944, pilotó veintitrés misiones de reconocimiento sobre el Óblast de Pskov, Pushkinskiye Gory, Opochka e Idritsa, donde tomó fotografías de instalaciones enemigas, transmitió información de aire a tierra y repelió el ataque de nueve cazas alemanes. Por la valentía que demostró con estas acciones, recibió su primera Orden de la Gloria el 30 de abril.
Desde el 16 de septiembre hasta octubre de ese año, pilotó quince misiones de reconocimiento y bombardeo sobre Riga, Tukums y  Klapkalns en Letonia. En esas misiones transmitió noventa y tres mensajes a tierra alertando sobre posiciones enemigas y sobre movimientos de barcos de abastecimiento, personal y aeronaves, además de repeler el ataque de varias fuerzas enemigas. El 15 de octubre recibió la Orden de la Gloria de segunda clase.
En noviembre de 1944, Zhurkina estuvo a cargo de una de las misiones más difíciles al tener que fotografiar las defensas enemigas en la ciudad de Kuldīga, Letonia. Las malas condiciones climáticas entorpecieron el vuelo, provocando que el avión de Zhurkina volase a una altitud delicada de novecientos metros, quedando expuesta a posibles ataques del Eje. Tras fotografiar la zona y volver al campo de vuelo, el avión de Zhurkina fue interceptado y bombardeado por cuatro Focke-Wulf Fw 190 en su tercer acercamiento. Pese a ello, consiguió hacerlos retroceder abatiendo a uno y disparando a otro, obligándole a volver a su base para reabastecerse. La misión, que incluyó el sobrevuelo de seis pases en fortificaciones militares, se efectuó con un Pe-2. Consiguió repeler a dos cazas alemanes tras el primer paso elevado, pero luego del segundo paso se vio obligada a volver a la base antes de concretar un tercer ataque. Poco antes de efectuar el tercer paso elevado y de derribar a otro caza enemigo, Zhurkina sospechó que podía recibir ataques de otros cazas, uno por arriba y otro por debajo de su posición, por lo que le pidió al piloto que se hiciera cargo de la ametralladora superior mientras ella se encargaba de la inferior. Rompió el tanque de combustible del Messerschmitt de un primer disparo. El segundo impacto de bala fue incluso más efectivo y logró que el resto de los cazas alemanes se retiraran. En la misión del 18 de noviembre de 1944 disparó a dos aeronaves, dejando a la primera fuera de combate y derribando a la segunda, capitaneada por un reconocido piloto alemán. Recibió la Orden de la Gloria de primera clase por sus acciones en esta batalla, la cual le fue otorgada por decreto del Sóviet Supremo de la Unión Soviética el 23 de febrero de 1948.
Se mantuvo invicta durante la guerra y nunca revistió ninguna herida de gravedad. Además de recibir tres órdenes de la Gloria, también fue condecorada con la Orden de la Estrella Roja. Realizó un total de ochenta y siete salidas de combate en el transcurso de la guerra.

### Posguerra
Zhurkina dejó el ejército al acabar la guerra y trabajó como directora de personal en una fábrica de ropa en Riga. Mantuvo una vida social bastante activa y fue miembro de la asociación de Veteranos de Guerra por la Paz. Tras la disolución de la Unión Soviética, Zhurkina se trasladó a Rusia dejó atrás buena parte de sus bienes materiales, si bien conservó los álbumes de fotos de la guerra y el libro de direcciones de otros veteranos del ejército. Desde entonces, vivió en una pensión para veteranos de la Segunda Guerra Mundial en Moscú hasta su fallecimiento en 2002 a los ochenta y un años. Fue enterrada en el cementerio Nikolo-Arjánguelsk.

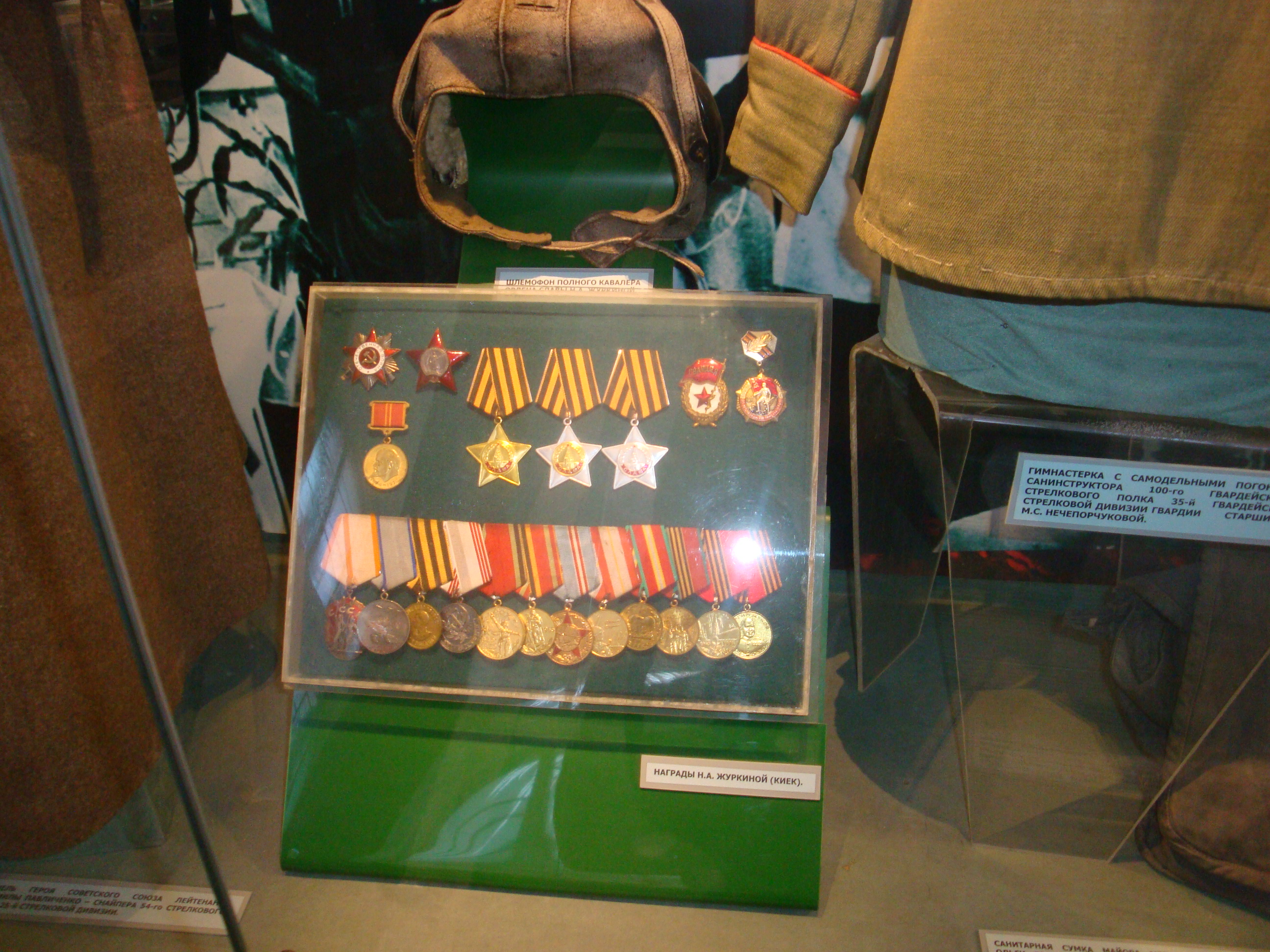
Condecoraciones de Nadezhda Zhurkina en el Museo Central de las Fuerzas Armadas de Moscú

## Condecoraciones
- Orden de la Gloria (1.er grado - 1948; 2.do grado - 1944, 3.er grado - 1944)
- Orden de la Guerra Patria de 1.er grado (11 de marzo de 1985)
- Orden de la Estrella Roja (30 de abril de 1945)
- Medalla al Valor (20 de julio de 1943)
- Orden de la Insignia de Honor (5 de abril de 1971)
- Orden de la Amistad de los Pueblos (11 de marzo de 1993)
- Medalla Conmemorativa por el Centenario del Natalicio de Lenin
- Medalla por la Victoria sobre Alemania en la Gran Guerra Patria 1941-1945
- Medalla al Trabajador Veterano
- Medalla Conmemorativa del 20.º Aniversario de la Victoria en la Gran Guerra Patria de 1941-1945
- Medalla Conmemorativa del 30.º Aniversario de la Victoria en la Gran Guerra Patria de 1941-1945
- Medalla Conmemorativa del 40.º Aniversario de la Victoria en la Gran Guerra Patria de 1941-1945
- Medalla Conmemorativa del 50.º Aniversario de la Victoria en la Gran Guerra Patria de 1941-1945
- Medalla Conmemorativa del 60.º Aniversario de la Victoria en la Gran Guerra Patria de 1941-1945
- Medalla del 50.º Aniversario de las Fuerzas Armadas de la URSS
- Medalla del 60.º Aniversario de las Fuerzas Armadas de la URSS
- Medalla del 70.º Aniversario de las Fuerzas Armadas de la URSS